# Лобанов, Михаил Сергеевич
Михаи́л Серге́евич Лоба́нов (род. 24 февраля 1984 года, Архангельск, РСФСР, СССР) — российский учёный-математик, политический и общественный деятель левого толка, профсоюзный активист, был доцентом механико-математического факультета МГУ. Демократический социалист по взглядам.

## Биография
Михаил Лобанов родился в семье инженеров: отец работал строителем, а мать — технологом швейного производства. Окончил Московский государственный университет по специальности «дискретная математика» в 2006 году. Кандидат физико-математических наук с 2009 года (тема кандидатской диссертации «О соотношениях между алгебраической иммунностью и нелинейностью булевых функций»). Помимо преподавания в университете, ведёт школьные математические кружки.
Со студенческих лет участвовал в низовом активизме и профсоюзном движении (среди прочего, лично поддерживал забастовку рабочих на цементном заводе в городе Михайлов Рязанской области). С его именем связан ряд внутриуниверситетских кампаний, направленных на защиту интересов учащихся и преподавателей МГУ им. М. В. Ломоносова.
В 2007 году организовал с товарищами киноклуб в МГУ, поддерживал группу недовольных студентов социологического факультета МГУ (OD-Group). В 2009 году был среди основателей и лидеров лиц «Инициативной группы студентов, аспирантов и сотрудников МГУ», возникшей из успешной кампании против попытки администрации вуза ужесточить правила прохода в общежития. Среди прочего, «Инициативная группа» боролась против вступления студенческого союза МГУ в пропутинский «Общероссийский народный фронт». Лобанов — соучредитель (в 2013 году) независимого профсоюза «Университетская солидарность», член профкома в МГУ и центрального совета профобъединения.
Во время протестов 2012 года был одним из организаторов научно-образовательных колонн на оппозиционных шествиях, продолжает участвовать в антиправительственных митингах и помощи задержанным. Также известен как участник градозащитных и экологических выступлений (в том числе защиты исторических зданий и зелёных зон от строительного бизнеса) в районе Раменки, где расположен главный комплекс МГУ. Как и ряд других представителей научного и педагогического сообщества, выступал с критикой и протестами против Закона о просветительской деятельности.
За свою общественную деятельность испытывал давление администрации и дважды, в 2013 и 2018 годах, подвергался попыткам увольнения из университета, однако благодаря кампании солидарности был восстановлен в должности преподавателя мехмата МГУ.
Сам Лобанов выступал в поддержку политических заключённых, включая коллег-математиков Дмитрия Богатова и Азата Мифтахова, а также членов редакции студенческого журнала «DOXA».
В январе 2022 года, совместно с московским муниципальным депутатом Александром Замятиным объявил набор в школу кандидатов к местным выборам 2022 года. Вместе с ним запустил платформу для поддержки кандидатов в муниципальные депутаты в Москве «ВыДвижение».
7 июня 2022 года был задержан полицией за поддержку мира и плакат «Нет войне». По решению суда был арестован на 15 суток и оштрафован, 9 июля вышел на свободу и продолжил политическую деятельность.
29 декабря 2022 года у Лобанова прошёл обыск: полицейские выбили дверь и три часа допрашивали в квартире, не давая связаться с адвокатом. По словам Лобанова, во время обыска его били по лицу и в грудь. После этого его увезли в ОВД по району Раменки и составили на него протокол по статье о неповиновении сотруднику полиции. Также Лобанова отвезли в Никулинский суд, где его арестовали на 15 суток. По словам бывшего муниципального депутата Александра Замятина, арест не имеет отношения к делу, по которому производился обыск. Издание Meduza предполагает, что обыск может быть связан с заведённым против бывшего депутата Государственной думы Ильи Пономарёва делом о «фейках» про российскую армию. 13 января 2023 года Лобанов вышел на свободу из спецприемника, однако в его отношении сохраняется опасность дальнейшего уголовного преследования.
23 июня 2023 года Минюст РФ включил Лобанова в реестр «иностранных агентов». 7 июля 2023 года он был уволен из МГУ. В последствие покинул Россию, по собственным словам в «долгосрочную зарубежную командировку».

## Парламентские выборы 2021 года
В 2021 году был выдвинут при поддержке КПРФ (несмотря на то, что не является членом партии) и «Умного голосования» в качестве кандидата в депутаты Государственной думы РФ по 197-му Кунцевскому одномандатному округу. Его основным конкурентом стал кандидат от мэрии Москвы, известный телеведущий Евгений Попов, напрямую поддержанный «Единой Россией» и «списком Собянина».
По результатам физического голосования Лобанов уверенно лидировал с отрывом более чем в 10 тысяч голосов, однако после обнародования результатов дистанционного электронного голосования (ДЭГ) выяснилось, что он проиграл Попову. По официальным данным, получил 72805 голосов (31,65 %) — лучший показатель среди всех оппозиционных кандидатов по московским округам.
Не признал результаты выборов, призвав других независимых кандидатов совместно бороться за их отмену. Принял участие в митинге КПРФ на Пушкинской площади ночью 20 сентября. Организовал встречу с депутатом Денисом Парфёновым в Раменках 23 сентября с целью отменить результаты дистанционного электронного голосования (ДЭГ).
23 сентября полиция посетила Лобанова накануне митинга 25 сентября, как и прочих.
По политическим взглядам определяет себя как демократического социалиста, среди идеологически близких зарубежных политиков называет американского сенатора Берни Сандерса и бывшего лидера британских лейбористов Джереми Корбина. Ключевыми пунктами предвыборной программы кандидата, выступавшего под лейтмотивом «борьбы с вопиющим экономическим и политическим неравенством», стали повышение минимальной зарплаты, увеличение прогрессивной шкалы налогообложения, повышение расходов на образование и науку, отмена пенсионной реформы и снижение пенсионного возраста, защита окружающей среды. Кампанию Лобанова поддерживали независимые профсоюзы (Конфедерация труда России) и ряд левых организаций (Российское социалистическое движение, Марксистская тенденция, Союз демократических социалистов и т. д.).
27 сентября 2021 года обжаловал итоги голосования на выборах в Госдуму в Пресненском районном суде города Москвы.

## Электоральные результаты
| Кандидат | Кандидат             | Партия                 | Коалиция, поддерживающая кандидата                           | Получено голосов | %     |
| -------- | -------------------- | ---------------------- | ------------------------------------------------------------ | ---------------- | ----- |
|          | Евгений Попов        | «Единая Россия»        | ОНФ, «список Собянина»                                       | 80 894           | 35,17 |
|          | Михаил Лобанов       | КПРФ                   | «Умное голосование», «Левый фронт», ДЗНС, КТР, РСД, ММТ, СДС | 72 805           | 31,65 |
|          | Александр Тарнавский | СРЗП                   |                                                              | 13 421           | 5,84  |
|          | Борис Бальмонт       | «Новые люди»           |                                                              | 11 709           | 5,09  |
|          | Кирилл Гончаров      | Яблоко                 |                                                              | 11 648           | 5,06  |
|          | Павел Раменский      | ЛДПР                   |                                                              | 10 475           | 4,55  |
|          | Дарья Митина         | КПКР                   |                                                              | 6 493            | 2,82  |
|          | Игорь Глек           | «Зелёные»              |                                                              | 5 473            | 2,38  |
|          | Владислава Горшкова  | «Зелёная альтернатива» |                                                              | 5 436            | 2,36  |
|          | Алексей Соболев      | «Родина»               |                                                              | 3 789            | 1.65  |
|          | Михаил Меньшиков     | «Партия роста»         |                                                              | 3 604            | 1,57  |